# Podniebny pościg
Podniebny pościg (ang. Skyrunners, 2009) – amerykański film fantastycznonaukowy.
Film jest emitowany w Polsce za pośrednictwem telewizji Disney XD. Premiera filmu odbyła się 26 grudnia 2009 roku.

## Opis fabuły
Film o nastoletnich braciach 14-letnim Tylerze (Joey Pollar) i 18-letnim Nicku Burnsie (Kelly Blatz), którzy przeżywają przygodę życia, kiedy w pobliżu ich miasta rozbija się UFO. Sytuacja staje się jeszcze bardziej interesująca, gdy okazuje się, że latający talerz "żyje", a Tyler zaczyna zauważać u siebie nadprzyrodzone zdolności. Braciom udaje się wykryć złowrogi spisek kosmitów planujących przejąć kontrolę nad Ziemią. Ostatecznie Tyler zostaje porwany przez kosmitów, a Nick zrobi wszystko, żeby uratować brata.

## Obsada
- Joey Pollari jako Tyler Burns
- Kelly Blatz jako Nick Burns
- Linda Kash jako Robin Burns
- Conrad Coates jako Agent Armstrong
- Jacqueline MacInnes Wood jako Julie Gunn
- Thomas Stoneman jako Hubert
- Aisha Dee jako Katie Wallace
- Nathan Stephenson jako Darryl Butler

## Wersja polska
Opracowanie i udźwiękowienie wersji polskiej: Studio Eurocom

Reżyseria: Wojciech Szymański

Dialogi: Maciej Wysocki

Dźwięk i montaż: Andrzej Kowal

Kierownictwo produkcji: Monika Krasowska

Udział wzięli:
- Mateusz Narloch – Tyler Burns
- Artur Pontek – Tyler Burns
- Tomasz Bednarek – Nick Burns
- Leszek Zduń – Darryl Butler
- Joanna Pach – Julie Gunn
- Anna Gajewska – Robin Burns
- Katarzyna Łaska – Dziennikarka śledcza
- Jacek Mikołajczak – Agent Armstrong
- Robert Tondera – Dyrektor
- Janusz Wituch - Nauczyciel
- Aleksandra Jankowska
- Beniamin Lewandowski
- Wit Apostolakis-Gluziński
- Wojciech Szymański

i inni

## Wydanie
| Kraj/Region       | Kanał(y)                 | Premiera          |
| ----------------- | ------------------------ | ----------------- |
| Stany Zjednoczone | Disney XD                | 27 listopada 2009 |
| Kanada            | Family Channel           | 27 listopada 2009 |
| Hiszpania         | Disney XD                | 11 grudnia 2009   |
| Portugalia        | Disney Channel           | 21 grudnia 2009   |
| Polska            | Disney XD                | 26 grudnia 2009   |
| Wielka Brytania   | Disney XD (UK & Ireland) | 29 stycznia 2010  |